# 1986년 FIFA 월드컵 예선
1986년 FIFA 월드컵 예선에는 총 121개국이 참가했는데, 24장의 본선 진출권 가운데 멕시코가 개최국 자격으로 자동 진출하였고, 이탈리아가 지난 대회 우승 팀 자격으로 자동 진출하여, 22장의 진출권을 놓고 예선을 치렀다. 예선 조 추첨은 1983년 12월 7일, 스위스의 취리히에서 있었다.
1986년 FIFA 월드컵에 출전하게 될 24개의 티켓은 배분은 아래와 같이 이루어졌다.
- 유럽 (UEFA) : 13.5장 (32개 팀), 12장 (본선 직행) + 1장 (전년도 우승 팀 이탈리아) + 0.5장 (오세아니아와의 대륙간 플레이오프를 통해 결정함)
- 남아메리카 (CONMEBOL) : 4장 (10개 팀)
- 북아메리카 (CONCACAF) : 2장 (17개 팀), 1장 (개최국 멕시코) + 1장 (본선 직행)
- 아프리카 (CAF) : 2장 (29개 팀)
- 아시아 (AFC) : 2장 (27개 팀)
- 오세아니아 (OFC) : 0.5장 (4개 팀, 유럽과의 대륙간 플레이오프를 펼쳐 결정함)

## 지역 예선
- 유럽 (UEFA)

1조 - 폴란드 본선 진출. 벨기에는 유럽 플레이오프 진출.
2조 - 서독, 포르투갈 본선 진출.
3조 - 잉글랜드, 북아일랜드 본선 진출.
4조 - 프랑스, 불가리아 본선 진출.
5조 - 헝가리 본선 진출. 네덜란드는 유럽 플레이오프 진출.
6조 - 덴마크, 소련 본선 진출.
7조 - 스페인 본선 진출. 스코틀랜드는 오세아니아와의 대륙간 플레이오프 진출.
플레이오프 - 벨기에 본선 진출.
- 남미 (CONMEBOL)

1조 - 아르헨티나 본선 진출. 페루 와 콜롬비아는 남미 플레이오프 진출.
2조 - 우루과이 본선 진출. 칠레는 남미 플레이오프 진출.
3조 - 브라질 본선 진출. 파라과이는 남미 플레이오프 진출.
플레이오프 - 파라과이 본선 진출.
- 북중미카리브 (CONCACAF)

캐나다 본선 진출.
- 아프리카 (CAF)

모로코, 알제리 본선 진출.
- 아시아 (AFC)

대한민국, 이라크 본선 진출.
- 오세아니아 (OFC)

오스트레일리아는 유럽과의 대륙간 플레이오프 진출.

## 대륙간 플레이오프
- 유럽 - 오세아니아 플레이오프
  -  스코틀랜드가 합계 2 : 0으로 본선 진출.

| 팀 1       | 합계  | 팀 2           | 1차전 | 2차전 |
| ---------- | ----- | -------------- | ----- | ----- |
| 스코틀랜드 | 2 - 0 | 오스트레일리아 | 2 - 0 | 0 - 0 |

## 본선 진출국

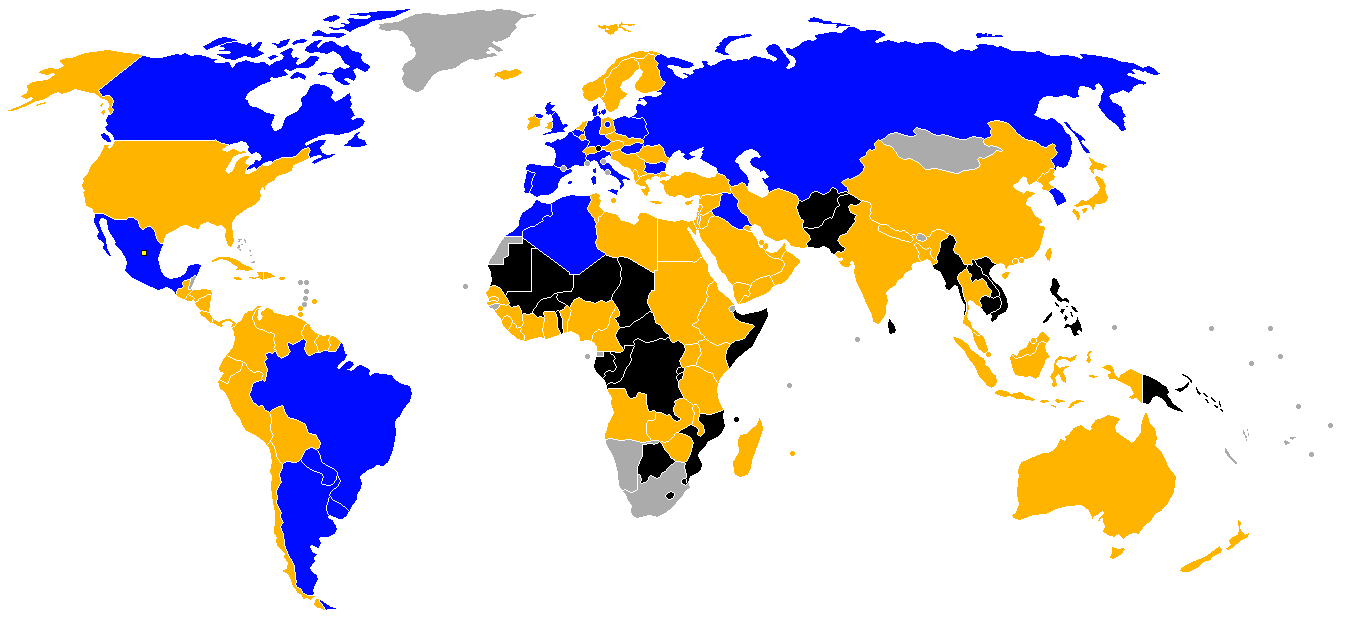
1986년 FIFA 월드컵 예선

|  | 본선 진출                 |
|  | 탈락 (기권과 실격을 포함) |
|  | 불참                      |
|  | FIFA 비회원               |

| 팀          | 참가 자격                       | 본선 진출 확정일 | 통산 출전 횟수 | 마지막 진출 | 연속 진출 횟수 | 역대 최고 성적                           |
| ----------- | ------------------------------- | ---------------- | -------------- | ----------- | -------------- | ---------------------------------------- |
| 이탈리아(C) | 1982년 FIFA 월드컵 우승         | 1982년 7월 11일  | 11             | 1982        | 7              | 우승 (1934, 1938, 1982)                  |
| 멕시코(H)   | 개최국                          | 1983년 5월 20일  | 10             | 1982        | 5              | 8강 (1970)                               |
| 우루과이    | 남미 예선 2조 1위               | 1985년 4월 7일   | 8              | 1974        | 1              | 우승 (1930, 1950)                        |
| 헝가리      | 유럽 예선 5조 1위               | 1985년 4월 17일  | 9              | 1982        | 3              | 준우승 (1938, 1954)                      |
| 브라질      | 남미 예선 3조 1위               | 1985년 6월 23일  | 13             | 1982        | 13             | 우승 (1958, 1962, 1970)                  |
| 아르헨티나  | 남미 예선 1조 1위               | 1985년 6월 30일  | 9              | 1982        | 4              | 우승 (1978)                              |
| 폴란드      | 유럽 예선 1조 1위               | 1985년 9월 11일  | 5              | 1982        | 4              | 3위 (1974, 1982)                         |
| 캐나다      | 북중미 최종 예선 1위            | 1985년 9월 14일  | 1              | 첫 출전     | 1              | 첫 출전                                  |
| 서독        | 유럽 예선 2조 1위               | 1985년 9월 25일  | 11             | 1982        | 9              | 우승 (1954, 1974)                        |
| 스페인      | 유럽 예선 7조 1위               | 1985년 9월 25일  | 7              | 1982        | 3              | 4위 (1950)                               |
| 불가리아    | 유럽 예선 4조 2위               | 1985년 9월 28일  | 5              | 1974        | 1              | 조별 리그 (1962, 1966, 1970, 1974)       |
| 잉글랜드    | 유럽 예선 3조 1위               | 1985년 10월 16일 | 8              | 1982        | 2              | 우승 (1966)                              |
| 포르투갈    | 유럽 예선 2조 2위               | 1985년 10월 16일 | 2              | 1966        | 1              | 3위 (1966)                               |
| 알제리      | 아프리카 최종 예선 승자         | 1985년 10월 18일 | 2              | 1982        | 2              | 조별 리그 (1982)                         |
| 모로코      | 아프리카 최종 예선 승자         | 1985년 10월 18일 | 2              | 1970        | 1              | 조별 리그 (1970)                         |
| 소련        | 유럽 예선 6조 2위               | 1985년 10월 30일 | 6              | 1982        | 2              | 4위 (1966)                               |
| 대한민국    | 아시아 최종 예선 승자           | 1985년 11월 3일  | 2              | 1954        | 1              | 조별 리그 (1954)                         |
| 북아일랜드  | 유럽 예선 3조 2위               | 1985년 11월 12일 | 3              | 1982        | 2              | 8강 (1958)                               |
| 덴마크      | 유럽 예선 6조 1위               | 1985년 11월 13일 | 1              | 첫 출전     | 1              | 첫 출전                                  |
| 프랑스      | 유럽 예선 4조 1위               | 1985년 11월 16일 | 9              | 1982        | 3              | 3위 (1958)                               |
| 파라과이    | 남미 플레이오프 승자            | 1985년 11월 17일 | 4              | 1958        | 1              | 조별 리그 (1930, 1950, 1958)             |
| 벨기에      | 유럽 플레이오프 승자            | 1985년 11월 20일 | 7              | 1982        | 2              | 2라운드 (1982)                           |
| 이라크      | 아시아 최종 예선 승자           | 1985년 11월 29일 | 1              | 첫 출전     | 1              | 첫 출전                                  |
| 스코틀랜드  | 유럽-오세아니아 플레이오프 승자 | 1985년 12월 4일  | 6              | 1982        | 4              | 조별 리그 (1954, 1958, 1974, 1978, 1982) |

- (H) - 개최국으로서 자동 진출
- (C) - 1982년 FIFA 월드컵 우승 팀으로서 자동 진출